# Apolodoro de Caristo
Apolodoro de Caristo foi um dramaturgo e poeta da Grécia Antiga, um dos mais importantes autores da Nova Comédia ática, que floresceu em Atenas entre 300 e 260 a.C.. Nascido em Caristo, na ilha de Eubeia, escreveu 47 comédias e venceu o prêmio máximo por cinco vezes. O dramaturgo romano Terêncio baseou suas obras Hecyra e Phormio nas peças Εκυρά e Επιδικαζόμενος, de Apolodoro.